# Otthon az úton
Az Otthon az úton egy 2008-ban bemutatott svájci–francia–belga filmdráma.

## Szereplők
- Isabelle Huppert – Marthe, Michel felesége
- Olivier Gourmet – Michel, Marthe férje
- Adélaide Leroux – Judith, idősebb nővér
- Madeleine Budd – Marion, fiatalabb nővér
- Kacey Mottet Klein – Julien, legkisebbik gyerek

## Cselekmény
Marthe családjával békésen él egy házban egy félbehagyott autópálya mellett. Az autópályát az egész család magáncélra használja: a gyerekek bicikliznek, a felnőttek napoznak és grilleznek rajta. Ám egy nap munkások jelennek meg és elhordják a család útonlévő dolgait, majd végig szalagkorlátot építenek. Néhány nap múlva a rádió bejelenti, hogy hosszú évek után mégiscsak megnyitják a félbehagyott autópályát. Az első autót még izgalommal várják a lakók, ám napról napra több és több autó veszi igénybe az utat, tönkretéve ezzel a család életét: nem csak a levegőszennyezés, de az állandó zaj miatt is egész nap szenvednek.
A család különbözőképp éli meg a történteket, Marthe legidősebb lánya próbál tudomást sem venni a dologról, míg a középső lány pontos megfigyeléseket végez. A szülők próbálják kizárni a zajt, minden ajtót és ablakot befalaznak, ám a dübörgés még így is behallatszik. Marthe végül idegösszeomlást kap.